# 莱萨尔斯
莱萨尔斯（法語：Les Salces，法語發音：[le sals]）是法国洛泽尔省的一个市镇，属于芒德区。

## 地理
莱萨尔斯（44°32'2"N, 3°9'43"E）面积45.78 平方千米，位于法国奧克西塔尼大區洛泽尔省，该省份为法国南部内陆省份，北起上盧瓦爾省和康塔爾省，西接阿韦龙省，南至加尔省，东临阿尔代什省。
与莱萨尔斯接壤的市镇（或旧市镇、城区）包括：圣洛朗德米雷、圣日耳曼迪泰伊、莱塞尔莫、特雷朗、纳斯比纳勒、马尔沙斯泰勒、科拉涅河畔堡、圣热涅多尔特-多布拉克。

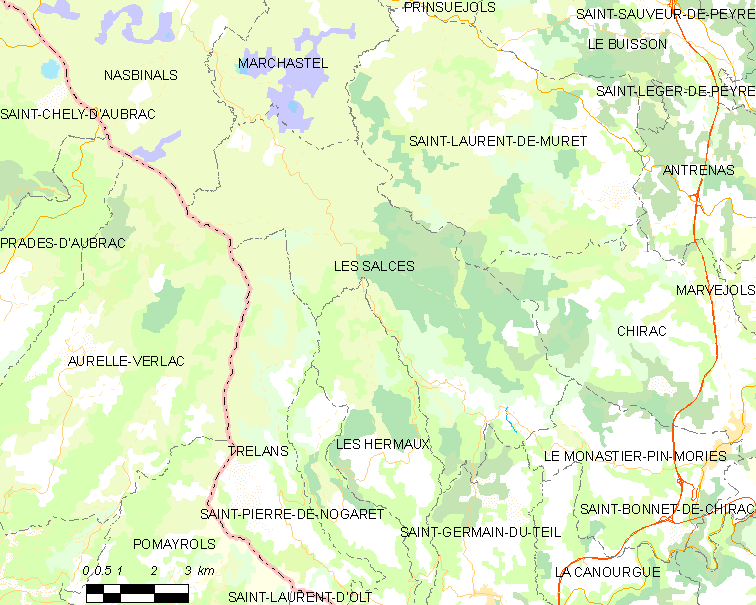
莱萨尔斯的OSM定位图

莱萨尔斯的时区为UTC+01:00、UTC+02:00（夏令时）。

## 行政
莱萨尔斯的邮政编码为48100，INSEE市镇编码为48187。

## 政治
莱萨尔斯所属的省级选区为欧布拉克地区佩尔县。

## 人口

1962-2008年间莱萨尔斯人口变化图示

莱萨尔斯于2022年1月1日时的人口数量为90人。